# San Isidro (Nueva Ecija)
San Isidro (Bayan ng San Isidro) är en kommun i Filippinerna. Kommunen ligger på ön Luzon, och tillhör provinsen Nueva Ecija. Folkmängden uppgår till 40 984 invånare.
San Isidro är indelat i 26 barangayer.